# ستيوارت روبسون
ستيوارت روبسون (بالإنجليزية: Stewart Robson)‏ (6 نوفمبر 1964 في المملكة المتحدة - ) هو معلق رياضي ولاعب كرة قدم بريطاني في مركز الوسط. شارك مع منتخب إنجلترا تحت 21 سنة لكرة القدم. أما مع النوادي، فقد لعب مع كوفنتري سيتي ونادي أرسنال ووست هام يونايتد.

## وصلات خارجية
- ستيوارت روبسون على موقع قاعدة بيانات كرة القدم.إي يو (الإنجليزية)
- ستيوارت روبسون على موقع عالم كرة القدم.نت (الإنجليزية)